# تاج‌الدین الحسنی
تاج الدین الحسنی (به عربی: تاج الدین الحسنی) (زاده ۱۸۸۵ در شهر دمشق سوریه – درگذشته ۱۹۴۳) از تاریخ ۱۶ مارس ۱۹۳۴ – ۲۲ فوریه ۱۹۳۶ تصدی نخست‌وزیری سوریه را برعهده داشت.